# Crypsicometa homaema
Crypsicometa homaema là một loài bướm đêm trong họ Geometridae.